# 아그니에슈카 만다트
아그니에슈카 마리아 만다트(폴란드어: Agnieszka Maria Mandat, 1953년 5월 29일~)는 폴란드의 배우이다.